# Bahnhof Nijmegen Goffert

Überdachung der Bahnsteige

Der Bahnhof Nijmegen Goffert ist ein Bahnhof im gleichnamigen Viertel in der Gemeinde Nijmegen, der größten der Provinz Gelderland. Die 2014 eröffnete Haltestelle an der Bahnstrecke Tilburg–Nijmegen spielt eine wichtige Rolle im öffentlichen Nahverkehr der Kommune. In der Zielumgebung des Bahnhofs liegen das Goffertstadion und das Canisius-Wilhelmina-Krankenhaus.

## Geschichte
Für den Entwurf des Bahnhofs waren die Architekten Paul van der Ree und Peter Heideman vom Ingenieurbüro Movares verantwortlich. Der Bahnhof entstand aus dem Projekt Stadsregiorail, das den öffentlichen Personennahverkehr im Bereich des Bahnverkehrs in der Stadsregio Arnhem-Nijmegen optimieren soll. Im Januar 2014 begannen die Bauarbeiten und wurden mit der Eröffnung am 14. Dezember gleichen Jahres abgeschlossen. Die Baukosten beliefen sich auf eine Summe von 13,5 Millionen Euro.

## Streckenverbindungen
Folgende Linien halten am Bahnhof Nijmegen Goffert im Jahresfahrplan 2022:
| Zugtyp   | Linienverlauf                                                                                    | Frequenz |
| -------- | ------------------------------------------------------------------------------------------------ | --- |
| Sprinter | Dordrecht – Breda – Tilburg – ’s-Hertogenbosch – Nijmegen Goffert – Nijmegen (– Arnhem Centraal) | halbstündlich (fährt abends nicht nach Arnhem; sonntags stündlich zwischen ’s-Hertogenbosch und Arnhem Centraal) |
| Sprinter | (Wijchen – Nijmegen Goffert –) Nijmegen – Arnhem Centraal – Zutphen                              | halbstündlich (abends und sonntags nicht nach Wijchen)                                                           |